# Piotr Kuczera
Piotr Kuczera (Rybnik, 25 de febrero de 1995) es un deportista polaco que compite en judo.
Ganó dos medallas en el Campeonato Europeo de Judo, plata en 2022 y bronce en 2016.

## Palmarés internacional
| Campeonato Europeo | Campeonato Europeo | Campeonato Europeo | Campeonato Europeo |
| Año                | Lugar              | Medalla            | Categoría          |
| ------------------ | ------------------ | ------------------ | ------------------ |
| 2016               | Kazán (Rusia)      | Medalla de bronce  | –90 kg             |
| 2022               | Sofía (Bulgaria)   | Medalla de plata   | –100 kg            |